# أوسكار فيغا ساليناس
أوسكار فيغا ساليناس (بالإسبانية: Óscar Vega Salinas) (27 يناير 1987 في إسبانيا - ) هو لاعب كرة قدم إسباني في مركز الهجوم. لعب مع أوساسونا وريال سوسيداد وريال يونيون ونادي كونكينسي ونادي ليغانيس ونادي هويسكا ونادي ليدا وأوساسونا ب.

## وصلات خارجية
- أوسكار فيغا ساليناس على موقع قاعدة بيانات كرة القدم.إي يو (الإنجليزية)
- أوسكار فيغا ساليناس على موقع Soccerway.com (الإنجليزية)